# Anton Michael Wohlfarth
Anton Michael Wohlfarth (* 31. Oktober 1756 in Wiener Neustadt; † 4. Januar 1836 ebenda) war Abt des Zisterzienserstifts Neukloster in Wiener Neustadt.

## Leben
Anton Michael Wohlfarth wurde als Sohn von Johann Michael Wohlfarth und dessen Frau Eva Christine, geborene Weldinger, in Wiener Neustadt geboren. Die Familie betrieb neben der Seifensiederei auch Landwirtschaft und Weinbau und war in wirtschaftlicher Hinsicht gut situiert. Anton Wohlfarth besuchte das Jesuitengymnasium in Wiener Neustadt, wo er der Marianischen Studentenkongregation beitrat. Ab Herbst 1773 nahm er das Studium der Philosophie an der Universität Wien auf und erhielt stets sehr gute Noten in allen Fächern.  
Am 20. November 1776 wurde Wohlfarth Novize im Zisterzienserstift Neukloster in Wiener Neustadt. Möglicherweise war sein Onkel, der Neukloster Zisterzienser P. Placidus (Ferdinand Kaspar) Pogner, ausschlaggebend für diese Entscheidung. Wohlfarth war jesuitisch geprägt, konnte aber bei den Jesuiten nicht eintreten, weil die Gesellschaft Jesu 1773 aufgehoben wurde. 
Bereits nach seinem Probejahr unterrichtete Wohlfarth lateinische Grammatik an der Hauptschule des Stiftes Neukloster. Seine Profess legte er aufgrund der Altersklausel, die mit vollendetem 24. Lebensjahr zur Profess berechtigt, erst am 21. Oktober 1780 ab und behielt seinen Taufnamen auch als Ordensnamen. Seit 1779 studierte Wohlfarth außerdem über zwei Jahre Griechisch, Hermeneutik des Alten und Neuen Testaments sowie Kirchengeschichte; es folgten Kurse in systematischer Dogmatik, Patrologie und Polemik unter Bestnoten. Daran anschließend studierte er von 1782 bis 1784 das Kirchenrecht. 
Am 20. September 1783 wurde Wohlfarth in der Hauskapelle der bischöflichen Residenz in Wiener Neustadt zum Diakon geweiht, am 10. April 1784 erhielt er ebendort die Priesterweihe. Seine Primiz feierte er am 18. April. Ab November 1784 studierte er an der Katholisch-Theologischen Fakultät der Universität Wien und wohnte ab 1785 im Wiener Generalseminar, dessen Präfekt er von 1787 bis 1790 war. Am 13. Oktober 1785 promovierte er an der Universität Wien; von 1791 bis zu seiner Rückberufung ins Neukloster 1797 war er Professor für Bibelwissenschaft am Priesterseminar in St. Pölten. 
1797 zog ein Sohn Maria Theresias, Erzherzog Ferdinand mitsamt seiner Familie und seinem Hof in die Prälatur des Neuklosters ein. Da der jüngste Sohn Ferdinands, der zwölfjährige Karl Ambros für den geistlichen Stand bestimmt war, wurde er während seiner Zeit im Neukloster (bis 1801) von Wohlfarth in Religion unterrichtet, der zu diesem Zweck eine kindgerechte „Geschichte des Alten Testaments“ verfasste. Während dieser Zeit fungierte Wohlfarth außerdem als Festprediger und war Novizenmeister im Stift.

### Wirken als Abt
Nach dem Tod des Abtes Alberich Stingel am 24. Jänner 1801, wählte der Konvent am 16. Mai Anton Wohlfarth mit Zweidrittelmehrheit zu seinem neuen Abt. Die Abtsbenediktion erfolgte am nächsten Tag. 
Aufgrund des Personalmangels bemühte er sich stets um neue Novizen: in seiner Amtszeit hatte das Neukloster 45 Novizen aufzuweisen, von denen 25 zur Profess gelangten, wobei auch unter ihnen der Großteil das Kloster wieder verließ. Ab 1784 hatte aufgrund des Personalmangels bereits kein Chorgebet mehr verrichtet werden können und wurde daher durch ein gemeinsames Morgen- und Abendgebet ersetzt. Die ständigen wirtschaftlichen Probleme des Klosters erschwerten die Neuaufnahmen, Probleme gab es folglich in der Pfarrseelsorge der vom Stift betreuten Pfarren. 
Nachdem es seit 1790 wieder gestattet war, theologische Hauslehranstalten zu unterhalten – jedoch unter der Einschränkung, dass genug staatlich geprüfte Lehrer vorhanden seien – kamen die Äbte der vier niederösterreichischen Zisterzienserklöster Heiligenkreuz, Lilienfeld, Zwettl und Neukloster unter dem Anliegen die Ausbildung ihrer jungen Geistlichen zu fördern, zusammen. Ziel war die Gründung einer gemeinsamen Anstalt, da aufgrund des ständigen Personalmangels ein Alleingang für die Stifte schwer möglich gewesen wäre. Als Sitz der Lehranstalt war zuerst das Neukloster im Gespräch, man entschied sich aber schließlich für Heiligenkreuz. Am 6. November 1802 wurde die philosophisch-theologischen Lehranstalt eröffnet. Wohlfarth war nicht nur Mitautor der Statuten, sondern kann auch als treibende Kraft hinter der Gründung angesehen werden. 
Wohlfarth bemühte sich nicht nur auf diesem Gebiet um die Bildung der Ordensjugend, sondern war auch um die Errichtung und Erhaltung des Ordensgymnasiums in Wiener Neustadt bestrebt. Die Gründung wurde schließlich vom Hof angeordnet, das Neukloster wurde wiederum mit der Unterhaltung und Leitung betraut. Die schwierige wirtschaftliche Situation und der Personalmangel führten aber auch hier dazu, dass sich die vier niederösterreichischen Zisterzienserklöster für die Durchführung vereinigten und Mittel und Lehrpersonen gemeinsam aufbrachten. Die Räumlichkeiten des am 5. November 1804 eröffneten Gymnasiums wurden jedoch im Neukloster eingerichtet und Wohlfarth zum Lokaldirektor ernannt. 
Anton Wohlfarth war ab 1816 gehbehindert, ab 1826 waren seine Beine vollständig gelähmt. Er starb 80-jährig, am 4. Jänner 1836.